# Шавердян, Сергей Данилович
Серге́й Дани́лович Шавердя́н (6 мая 1927 — 4 января 2014) — советский дипломат. Чрезвычайный и полномочный посол.

## Биография
Окончил юридический факультет МГУ (1949). На дипломатической работе с 1956 года. Кандидат юридических наук.
- В 1956—1962 годах — сотрудник центрального аппарата МИД СССР.
- В 1962—1964 годах — советник Посольства СССР в Сенегале.
- В 1964—1968 годах — сотрудник центрального аппарата МИД СССР.
- В 1968—1969 годах — советник Посольства СССР в Бельгии.
- В 1969—1971 годах — советник-посланник Посольства СССР в Бельгии.
- В 1971—1977 годах — сотрудник центрального аппарата МИД СССР.
- В 1977—1981 годах — генеральный консул СССР в Марселе (Франция).
- В 1982—1984 годах — сотрудник центрального аппарата МИД СССР.
- С 14 октября 1984 по 27 мая 1987 года — чрезвычайный и полномочный посол СССР в Того[1].

С 1992 года — в отставке.

## Награды
- Орден «Знак Почёта».
- Орден Дружбы народов.